# 阿德里安·史密斯 (政治家)
阿德里安·史密斯（英語：Adrian Smith，1970年12月19日—），美国政治人物。自2007年開始，他是內布拉斯加州第三國會選區選出的聯邦眾議員。他的黨籍是共和黨。史密斯在2006年首次當選眾議院議員。